# Josep Mauri i Carbonell
Josep "Pepe" Mauri i Carbonell (Barcelona, 22 de febrer de 1929 - Barcelona, 15 de febrer de 1998) fou un jugador i entrenador català de futbol.

## Trajectòria
Va iniciar la seva carrera a l'Atlètic Turó i al Poble Nou, per passar tot seguit al CF Mollet. Amb 20 anys fitxava pel CE Europa on, després d'una gran temporada marcant 32 gols, va aconseguir l'ascens a Tercera Divisió amb l'equip escapulat.
La temporada seguent, va fitxar pel RCD Espanyol i hi va restar en condició de jugador 6 temporades. L'any 1957, va fitxar pel Granada CF on hi va jugar 3 temporades. Es va retirar al Llevant UE a Segona divisió, on va ser Pichichi de la categoria.
Després de retirar-se com a jugador professional, va entrar al cos tècnic del RCD Espanyol, on era tot un ídol, i hi va estar 26 anys fins a la seva mort. Al llarg de la seva carrera, va ocupar els llocs de Secretari tècnic, Segon entrenador, Entrenador del Primer equip i el de Conseller de l'entitat.
Fou pare del també futbolista Eduard Mauri i nebot de Teodor Mauri.